# Amt Wächtersbach
Das Amt Wächtersbach (auch: Gericht Wächtersbach später Hoheitsamt Wächtersbach) war aufeinanderfolgend ein Amt der Grafschaften Ysenburg-Büdingen-Wächtersbach, des Fürstentums Isenburg und des Kurfürstentums Hessen.

## Geschichte
Die Grafen von Isenburg besaßen den Büdinger Wald als Reichslehen. Teil dessen waren die Orte des Gerichts Wächtersbach.

### Das Gericht Wächtersbach
Das Gericht Wächtersbach bestand aus Wächtersbach, Hesseldorf und Weilers. Ursprünglich ein Besitz der Familie von Büdingen, entstand eine Ganerbenschaft mit unterschiedlichen Besitzern. Seit 1324 war die Familie von Trimberg Alleinbesitzer des Amtes. 1351 versetzten diese das Amt den Herren von Bickenbach, 1367 erwarb Hanau das Amt und verkaufte es 1377 an Isenburg. Dagegen strebten die Trimbergischen Erben einen Prozess an, der 1432 durch einen Schiedsspruch zu Gunsten Isenburgs entschieden wurde.
Bei der Teilung von 1511/17 kam das Amt Wächtersbach zur Grafschaft Isenburg-Ronneburg. Nach dem Tod des letzten Grafen dieser Linie, Heinrich von Ysenburg-Ronneburg fiel das Amt in den Besitz von Wolfgang Ernst I. von Isenburg-Büdingen also der Isenburger Hauptlinie zurück. Bei der Landesteilung von 1687 kam das Amt zur Linie Ysenburg-Büdingen und bei deren Teilung 1687 an Ysenburg-Büdingen in Wächtersbach.

### Amt bzw. Hoheitsamt Wächtersbach
1806 entstand das Fürstentum Isenburg als Vereinigung aller Isenburgischen Gebiete als Staat im Rheinbund und das Gericht Wächtersbach wurde Teil dieses Staates. Das Gericht Wächtersbach, Gericht Spielberg und das Gericht Wolferborn wurden zum Amt Wächtersbach zusammengefasst.
1813 brach nach der Völkerschlacht bei Leipzig die französische Herrschaft und damit auch das Fürstentum Isenburg zusammen. Das Fürstentum wurde militärisch besetzt, Teil des Generalgouvernements Frankfurt, 1815 dem Kaisertum Österreich zugeschlagen und 1816 zwischen Hessen-Darmstadt und Hessen-Kassel geteilt. Das Amt Wächtersbach kam dabei zum Kurfürstentum Hessen, wobei vom Gericht Wolferborn lediglich Wolferborn selbst zum Kurfürstentum Hessen kam. Das Amt Wächtersbach wurde nun als Hoheitsamt Wächtersbach bezeichnet. Der Name bezog sich auf die standesherrlichen Rechte des Hauses Isenburg, die weiter bestanden (siehe hierzu die Liste der Ämter in Hessen-Kassel).
1821 erfolgte in Kurhessen die Trennung der Rechtsprechung von der Verwaltung. Die Verwaltungsaufgaben wurden durch Kreise, die Rechtsprechung durch Justizämter wahrgenommen. Die bisherigen Ämter wurden damit aufgelöst. Die Verwaltungsaufgaben des Hoheitsamtes Wächtersbach gingen damit an den Kreis Gelnhausen, die richterlichen Funktionen an das Justizamt Wächtersbach. Dieses war bis 1829 zur standesherrlichen Justizkanzlei Meerholz nachgeordnet, danach dem Obergericht Hanau, siehe auch die Liste der Gerichte im Kurfürstentum Hessen.

## Amtshaus

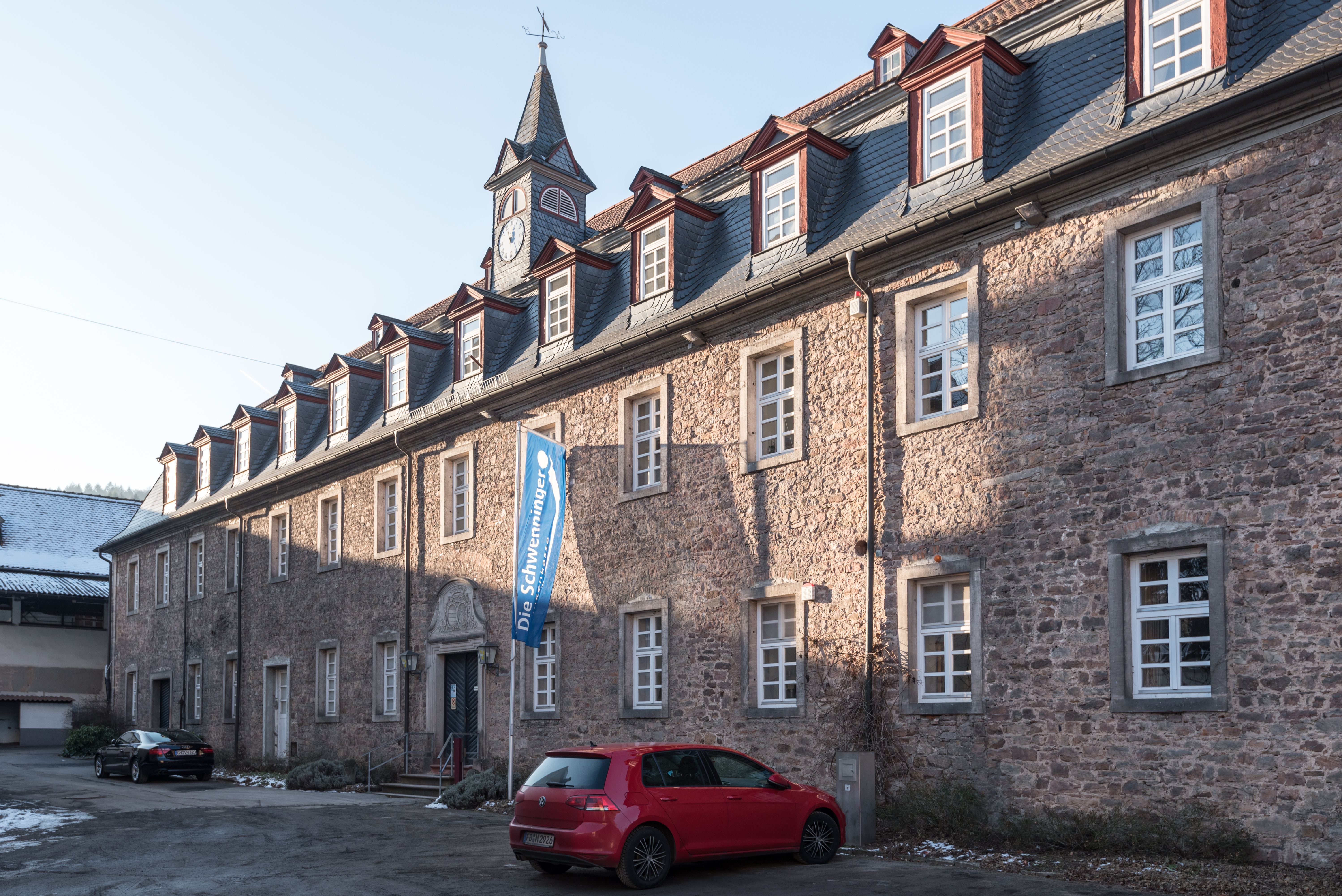
Rentkammer

Sitz des Amtes war das Schloss Wächtersbach. 1735 wurde dort das Gebäude der Rentkammer errichtet. Es steht unter Denkmalschutz (siehe auch die Liste der Kulturdenkmäler in Wächtersbach).